# San Carlos Centro
San Carlos Centro è una cittadina argentina situata nel dipartimento di Las Colonias, nella provincia di Santa Fe.

## Geografia
San Carlos Centro è situata a 45 km a sud-ovest dal capoluogo provinciale Santa Fe.

## Storia
Il 27 settembre 1858 l'imprenditore svizzero Karl Beck fondò la colonia di San Carlos. Ne maggio dell'anno successivo giunsero in queste zone i primi coloni svizzeri, italiani e francesi andandosi ad insediare in quella che oggi è San Carlos Sud.
In breve tempo la convivenza tra le varie comunità risultò difficile tanto da portare ad una scissione all'interno della colonia. Gli italiani, che grazie anche agli arrivi negli anni successivi, costituivano la maggioranza, lasciarono l'insediamento fondarono più a nord l'odierna San Carlos Centro. I francesi invece si spostarono ancora più a settentrione fondando l'attuale San Carlos Norte.

## Monumenti e luoghi d'interesse
- Chiesa di San Carlo Borromeo

## Cultura

### Istruzione

#### Cultura
- Museo Storico della Colonia di San Carlos